# Selenoxidchlorid
Selenoxidchlorid ist eine anorganische chemische Verbindung des Selens aus der Gruppe der Oxidchloride. Es ist das Chlorid der Selenigen Säure (H2SeO3).

## Gewinnung und Darstellung
Selenoxidchlorid kann durch eine zweistufige Reaktion von Selendioxid mit Chlorwasserstoff gewonnen werden.
{\displaystyle \mathrm {SeO_{2}+2\ HCl\longrightarrow SeO_{2}\cdot 2\ HCl} }
{\displaystyle \mathrm {SeO_{2}\cdot 2\ HCl+H_{2}SO_{4}\longrightarrow SeOCl_{2}+H_{2}SO_{4}\cdot H_{2}O} }
Alternativ kann Selendioxid auch mit Thionylchlorid bei 50 °C zu Selenoxidchlorid umgesetzt werden.
{\displaystyle \mathrm {SeO_{2}+SOCl_{2}\longrightarrow SeOCl_{2}+SO_{2}} }

## Eigenschaften
Selenoxidchlorid ist eine nicht brennbare, wenig flüchtige, strohgelbe hygroskopische, an feuchter Luft rauchende Flüssigkeit, die sich in Wasser unter Bildung von Chlorwasserstoff und Seleniger Säure zersetzt und unbegrenzt mischbar mit Tetrachlorkohlenstoff, Trichlormethan, Kohlenstoffdisulfid, Benzol und Toluol ist. Sie bildet bei Temperaturen unter 8 °C farblose Kristalle.

## Verwendung
Selenoxidchlorid wird wegen seines Lösungsvermögens für nahezu alle Substanzen gelegentlich als Lösungsmittel verwendet.